# Cotula
Cotula là một chi thực vật có hoa trong họ Cúc (Asteraceae).

## Loài
Chi Cotula gồm các loài: